# Katy Hudson
Katy Hudson (рус. Кэти Хадсон) — дебютный студийный альбом американской певицы Кэти Хадсон, который она выпустила в октябре 2001 года на лейбле Red Hill Records — ещё под своим настоящим именем, до того, как взяла псевдоним Кэти Перри. Из-за низких продаж пластинка не смогла дебютировать в Billboard 200. Альбом относится к жанру христианский рок, но, как отмечали критики, он достаточно разнообразен, временами резок в звучании и отмечен влиянием Аланис Мориссетт. Кэти Хадсон (Перри) — автор четырёх треков альбома и соавтор — остальных шести. С пластинки вышло два сингла: «Trust In Me» и «Search Me». Незадолго до выхода альбома лейбл Red Hill обанкротился, что привело к отсутствию промо. По этой причине Katy Hudson не пользовался успехом и был продан тиражом в 200 копий.

## Отзывы музыкальных критиков
| Оценки критиков       | Оценки критиков |
| Источник              | Оценка |
| --------------------- | --- |
| Allmusic              | 3 из 5 звёзд · 3 из 5 звёзд · 3 из 5 звёзд · 3 из 5 звёзд · 3 из 5 звёзд                                                                                      |
| Billboard             | (положительная) |
| Christianity Today    | (положительная) |
| Cross Rhythms         | 9 из 10 звёзд · 9 из 10 звёзд · 9 из 10 звёзд · 9 из 10 звёзд · 9 из 10 звёзд · 9 из 10 звёзд · 9 из 10 звёзд · 9 из 10 звёзд · 9 из 10 звёзд · 9 из 10 звёзд |
| The Phantom Tollbooth | 3 из 5 звёзд · 3 из 5 звёзд · 3 из 5 звёзд · 3 из 5 звёзд · 3 из 5 звёзд                                                                                      |

Katy Hudson получил, в целом, положительные отзывы от критиков. Критик Allmusic Стивен Томас Эрльвин поставил 3 звезды из 5, заявив, что «Хадсон пытается отдать тяжелый долг Аланис Моррисетт». Также Эрльвин сообщил, что некоторые тексты песен с Katy Hudson могут иметь сексуальную интерпретацию, но при этом отнес их к «самым интересным вещам пластинки». Он описал звучание альбома, как «подобие агрессивного». Автор издания Christian Today Руэсс Бреймайер оставил положительный отзыв о Katy Hudson, отметив стиль написания песен за «глубокую и хорошо сочетаемую эмоциональную энергию» в музыке Хадсон. Кроме того, он посчитал, что Хадсон «молодой талант» и ожидает услышать большего материала в следующем году. Тони Каммингс из Cross Rhythms также написал положительную рецензию, назвав Перри «талантливой вокалисткой» и порекомендовав альбом читателям издания. Billboard остался доволен работой Хадсон, отметил её талант и классифицировал альбом как «многогранную и впечатляющую коллекцию современного рока»

## Список композиций
| №   | Название                    | Автор(ы)                           | Продюсер(ы)    | Длительность |
| --- | --------------------------- | ---------------------------------- | -------------- | ------------ |
| 1.  | «Trust in Me»               | Katy Hudson, Mark Dickson          | Otto Price     | 4:46         |
| 2.  | «Piercing»                  | Hudson, Tommy Collier, Brian White | Collier        | 4:06         |
| 3.  | «Search Me»                 | Hudson, Scott Faircloff            | Collier        | 5:00         |
| 4.  | «Last Call»                 | Hudson                             | David Browning | 3:07         |
| 5.  | «Growing Pains»             | Hudson, Dickson                    | Browning       | 4:05         |
| 6.  | «My Own Monster»            | Hudson                             | Browning       | 5:25         |
| 7.  | «Spit»                      | Hudson                             | Price          | 5:10         |
| 8.  | «Faith Won't Fail»          | Hudson, Dickson                    | Price          | 5:14         |
| 9.  | «Naturally»                 | Hudson, Faircloff                  | Browning       | 4:33         |
| 10. | «When There's Nothing Left» | Hudson                             | Browning       | 6:45         |